# Castello Due Torri
Il castello Due Torri  di Torriana, detto anche castello Scorticata (Castrum Scortigate), è una costruzione fortificata in provincia di Rimini, facente parte del complesso di fortificazioni appartenute alla famiglia Malatesta.
L'antico castello si suppone costruito attorno all'anno 1000 e il suo sistema di fortificazioni si estendeva su entrambe le cime con circa mille metri di mura, e mutò il suo nome due volte nell'ultimo millennio, dapprima "castello di Torriana" nel 1938 e poi l'attuale nome "castello Due Torri" attorno agli anni sessanta.
Le prime notizie certe sul castello appartengono al 1141, anno in cui papa Lucio II lo donò alla chiesa riminese. Nel 1186 passò ai Malatesta di Verucchio.
Poco si sa sulla sua struttura se non quello appreso da una descrizione del cardinale Anglico che nel 1371 raccontava come il castello fosse costituito da 35 stanze.
Il castello rimase sotto la signoria dei Malatesta fino al 1462, anno in cui il Duca di Urbino Federico lo espugnò nuovamente in nome della Chiesa e dopo una breve parentesi di dominio veneziano agli inizi del XVI secolo, papa Leone X nel 1519 infeudò il castello, che aveva perso ogni importanza militare, e il vicino centro di Verucchio, a componenti minori di casa Medici. Il feudo passò quindi, nel 1530, alla nobildonna di origine albanese Ippolita Comnena (1507-1566), vedova di Zanobi de' Medici, e da lei al figlio di secondo letto, Alberto IV Pio di Savoia (?-1580), per essere infine riassorbito, alla morte di quest'ultimo, dalla Camera apostolica.
Il castello passò poi attorno al 1608 al Comune di Rimini.
Per lungo tempo le pendici del suo monte vennero erose da cavatori e marmisti.
Si ipotizza possa essere il luogo in cui i figli di Paolo Malatesta (la cui tresca con Francesca da Polenta fu citata nella Divina Commedia da Dante) si vendicarono dello zio Gianciotto Malatesta, marito di Francesca, reo appunto di aver ucciso la moglie e il suo amante, nonché fratello di Gianciotto stesso. Alla morte di Gianciotto il suo patrimonio passò ai figli e, in particolare al figlio Pandolfo, toccarono appunto i territori e i castelli di Fano, Mondolfo e, appunto, della Scorticata.